# Ecrizotomorpha tenkasiensis
Ecrizotomorpha tenkasiensis is een vliesvleugelig insect uit de familie Pteromalidae. De wetenschappelijke naam is voor het eerst geldig gepubliceerd in 1993 door Jamal Ahmad & Shafee.